# 吉田寿光
吉田寿光（日语：吉田寿光，日文转写：Toshimitsu Yoshida，1963年8月29日—），生于栃木縣宇都宮市，日本足球裁判，曾經被评級为J联赛金哨，於1998年成为国际足球裁判。由于在2006年世界盃外圍賽亞洲區附加赛上的误判，他被无限期禁止执法由亞洲足球協會和国际足球協會所舉辦的比赛。

## 裁判生涯
吉田寿光先后就读于栃木縣立宇都宫高等学校和筑波大学。1993年11月，吉田成为一级裁判员。1998年成为FIFA国际足球裁判。2004年，吉田寿光被评为J联赛金哨。由于时任亚足联裁判委员会主席法鲁克·布佐将军与吉田寿光关系密切，吉田得到很多执法重要比赛的机会。
2005年，2006年世界盃外圍賽亞洲區附加赛乌兹别克斯坦与巴林的第一回合比赛中，吉田寿光犯下错误。比赛中，乌兹别克斯坦队获得点球，塞维尔·杰帕罗夫将球打进，吉田寿光判定此球无效，因为在罚球时有乌兹别克斯坦球员提前进入了禁区。根据规则，吉田寿光应该判乌兹别克斯坦队重新罚点球，但吉田却给了巴林队一个后场任意球。乌兹别克斯坦队最后还是以1比0取胜。赛后，国际足联判定比赛结果无效，两队需要重赛。亚足联也重罚了吉田寿光，将吉田从亚足联精英裁判中开除，并无限期地禁止他执法亚足联和国际足联主办的任何比赛。不过，吉田仍旧可以执法日本J联赛。
不少中国媒体指称，吉田寿光在执法2005年东亚足球锦标赛中国队与韩国队的比赛时误将郜林当做李玮锋罚下。实际上吉田根本没有参加这项赛事的执法，犯下这个错误的裁判是西村雄一。
2013年6月，吉田寿光受中国足协的邀请，前来中国执法2013年中超联赛第13轮天津泰达主场与长春亚泰的保级关键战。